# Lupești, Bacău
Lupești (în trecut, Lupești-Cârjeu) este un sat în comuna Mănăstirea Cașin din județul Bacău, Moldova, România.